# Шало Сен Мар
Шало Сен Мар (фр. Chalo-Saint-Mars) насеље је и општина у Француској у региону Париски регион, у департману Есон која припада префектури Етан.
По подацима из 2011. године у општини је живело 1152 становника, а густина насељености је износила 40,18 становника/km². Општина се простире на површини од 28,67 km². Налази се на средњој надморској висини од 90 метара (максималној 152 m, а минималној 81 m).

## Демографија
| 1962. | 1968. | 1975. | 1982. | 1990. | 1999. | 2011. |
| ----- | ----- | ----- | ----- | ----- | ----- | ----- |
| 826   | 845   | 873   | 978   | 1.036 | 1.094 | 1.152 |

График промене броја становника у току последњих година